# 宋国权
宋国权（1960年3月—），男，汉族，安徽太和人，中华人民共和国政治人物。中央党校经济管理专业毕业。第十九届中央候补委员，现任安徽省人大常委会副主任。

## 生平
1978年10月至1982年8月，安徽大学经济系经济学专业学习。
1982年8月参加工作，任马鞍山广播电视台记者。
1983年10月起，任马鞍山市委讲师团教员、安徽省委讲师团《理论学习》编辑部编辑、副主任。1985年加入中国共产党。
1995年9月，任安徽省发展计划委员会综合处干部。1996年2月，任综合处副处长。
1998年5月，任安徽省投资集团有限责任公司综合计划部主任。
1999年7月，任安徽省科技产业投资有限公司副总经理。
2002年2月，任原地级巢湖市副市长（1999年9月至2002年7月，参加中央党校函授学院在职研究生班经济管理专业学习）。2004年12月，任原地级巢湖市委常委、副市长。2007年4月任原地级巢湖市委副书记、副市长、代理市长。2008年1月转为市长。同年当选第十一届全国人民代表大会安徽地区代表。
2009年8月，任中共黄山市委副书记、副市长、代理市长，黄山风景区管理委员会主任。2010年1月转为市长。
2013年，当选第十二届全国人民代表大会安徽地区代表。
2013年2月，任中共铜陵市委书记；
2016年8月，任中共芜湖市委书记、省江北产业集中区党工委第一书记（兼）；
2016年11月，任安徽省委常委，合肥市委书记；2017年10月，中国共产党第十九次全国代表大会上当选中国共产党第十九届中央委员会候补委员。
2019年2月，任安徽省委常委，中共合肥市委书记，兼任合肥滨湖科学城管理委员会（合肥滨湖新区筹备工作委员会）主任、合肥滨湖科学城（合肥滨湖新区）临时党委书记。2020年1月起兼任省人大常委会副主任。2020年2月起兼任省人大常委会党组副书记。
2020年5月，任安徽省人大常委会党组副书记、副主任。